# الفتح الصفوي للبحرين
جرى احتلال البحرين في سنة 1602م بعد فراغ سياسي نشأ من وفاة حاكم البحرين ركن الدين محمود شاه سنة 1600. فاستغل حاكم هرمز فيروز شاه ذلك لبسط هيمنة مباشرة على البحرين، فعين ركن الدين مسعود فالي حاكما على البحرين، ولكن الحاكم الجديد شعر بأن البرتغاليبن يتدخلون في كل الأمور، ففكر في التخلص منهم والاستقلال بحكم البحرين، فأوفد إلى لهوردي خان [الإنجليزية] حاكم منطقة فارس 1595-1614 طالبًا منه المساعدة في التخلص من النفوذ البرتغالي-الهرمزي في البحرين. فباغتت الجيوش الصفوية البحرين واحتلتها، ودخلها لهوردي خان فاستقبله ركن الدين مسعود الذي كان يطمع في تولي منصب الملك على الجزيرة إلا أن لهوردي خان قبض عليه وقتله وسيطر على البحرين، وقد حاول البرتغاليون استعادة البحرين لكنه لم يتمكنوا من ذلك أبداً.

## المقدمة
تأرجحت البحرين بالخضوع بين مملكة هرمز وإمارة الجبور حتى دخل البرتغاليين المنطقة وأخضعوا هرمز لهيمنتهم سنة 1507م، ثم ساعدوها باحتلال البحرين سنة 1521 وطرد الجبور منها. فمرت على البحرين فترات من الاستقلال الذاتي والخضوع والثورات، ومحاولة العثمانيين احتلالها. وفي سنة 1600 انتهى حكم آل مراد شاه الذي استمر 70 عاما (1530-1600) من حكم البحرين بموت ركن الدين محمود شاه الذي مات بطريقة مجهولة، ذكر د.جمال زكريا قاسم بأنه قُتِل، وسبب ذلك لأنه قتل أحد تجار اللؤلؤ طمعًا في ثروته، وتمكن شقيق القتيل من الانتقام لمقتل أخيه ونجح في الاستيلاء على قلعة البحرين، وأعلن نفسه حاكمًا على البحرين باسم الأمير ركن الدين مسعود. وقد أثار هذا التصرف غضب سلطان هرمز فيروز شاه (1601-1610)، الذي تولى الحكم عقب وفاة والده فروخ شاه الثاني (1598-1601) فطالب بالبحرين باعتبارها تابعة له. فما كان للأمير ركن الدين إلا طلب المساعدة من حاكم فارس في شيراز «الله وردي خان» 1595-1614، فوافق الحاكم بعد مشاورة الشاه عباس الذي وافق بشرط ضم البحرين إلى الدولة الصفوية.

## احتلال البحرين
باغتت الجيوش الصفوية البحرين واحتلتها، ودخلها اللهوردي خان أو الله وردي خان فاستقبله ركن الدين مسعود الذي كان يطمع في تولي منصب الملك على الجزيرة إلا أن خان قبض عليه وقتله وأعلن أن البحرين أصبحت ملكا للشاه. فأرسل قائد هرمز البرتغالي حملتين عسكريتين لاستعادة الجزيرة، فقام حاكم فارس بدوره وأرسل بعض قواته لتهاجم القاعدة البرتغالية في جمبرون لتطويقها ومهاجمة الميناء، ولكنها لم تستطع احتلال الميناء، إلا أنها تمكنت من إجبار البرتغاليين على رفع الحصار عن البحرين ويعودوا إلى ميناء جمبرون لحمايته تاركين الجزيرة التي خرجت عن سلطتهم إلى الأبد. استفاد اللهوردي خان من فرصة انسحاب البرتغاليين فقام بإحكام سيطرته على الجزيرة وطرد ماتبقى منهم ولكن بعد مغادرته البحرين انعدم الأمن واضطربت الأوضاع، فذهب وفد من أهل البحرين برئاسة الفيروز أبادي إلى شيراز لمطالبته بالتدخل مرة أخرى للسيطرة على الأمور المنفلتة.

### الرواية الفارسية
أما الرواية الفارسية فقد ذكرها نصر الله فلسفي مؤرخ الدولة الصفوية بتفصيل أكثر:
«كانت جزر البحرين تابعة لحكومة هرمز وفي دائرة نفوذ الحكومة البرتغالية، وفي سنة 1601 عندما توفي فرخ شاه أمير هرمز وتولى إبنه فيروز شاه الإمارة، كان حاكم البحرين هو ركن الدين مسعود الذي كان أخًا للرئيس شرف الدين لطف الله وزير هرمز، فأعلن الاستقلال وشق عصا الطاعة عن أمير هرمز، ولكن خوفًا من قيام السفن البرتغالية بمساعدة فيروز شاه، فإنه طلب مساعدة أحد كبار رجال فارس واسمه معين الدين فالي وكان على صلة قرابة به، فقام معين الدين بإخطار إمام قلي بيك بن لهوردي خان أمير أمراء فارس الذي كان يحكم ذلك الإقليم، وكان إمام قلي يطمع في السيطرة على البحرين فانتهز الفرصة وأرسل معين الدين فالي مع بعض الجند لمساعدة ركن الدين مسعود في الظاهر، ولكن في الحقيقة للاستيلاء على البحرين.
 وحينما وصل معين الدين بجيشه إلى البحرين وبقي بها بعض الوقت ذهب فجر ليلة من الليالي مع ابن عمه الرئيس منصور إلى منزل ركن الدين مسعود وقتله في منزله، وحين علم جند ركن الدين هبوا لمحاربة معين الدين انتقامًا لأميرهم وتمكنوا من تضييق الخناق عليه، إلا أن كتيبة فارسية كانت بالجوار بقيادة يوسف شاه، ساعدت معين الدين الذي انتصر على جيش البحرين.
 وعندما ذاع خبر استيلاء الفرس على البحرين أرسل ملك هرمز فيروز شاه والحاكم البرتغالي جيشًا وبعض السفن، واندلعت الحرب بين الطرفين لبعض الوقت، وقتل معين الدين ويوسف شاه في تلك المعارك إلا أن النصر كان للفرس واضطرت السفن البرتغالية والهرمزية للعودة أدراجها، وذلك في شهر رمضان 1010هـ/فبراير 1602م.»

## النتائج
بعد مهاجمة الفرس للبحرين سنة 1602 أرسل الحاكم البرتغالي لجزيرة هرمز تقريرا إلى ملك إسبانيا فيليب الثاني شاكيًا من السلوك العدائي للصفويين، فأرسل فيليب سفارة إلى الشاه عباس الأول ومعه رسالة يشكو بها من حملة خان فارس على البحرين وممتلكات البرتغال على ساحل الخليج العربي. فقابل السفير الإسباني الشاه ونقل له شكوى الملك فيليب الثاني من «الاستيلاء على البحرين مركز صيد اللؤلؤ وقلعة جمبرون ومينائها»، أجابه الشاه:
«إننا أخذنا جزيرة البحرين من أمير هرمز الذي كان منذ القدم تحت حمايتنا ويدفع الخراج لنا، ولم يكن هذا الأمر يرتبط بالبرتغاليين رعايا ملك إسبانيا، ولهذا فلا موجب لشكوى ملك إسبانيا أو عتابه، وعلى عكس ما يتصوره السفير فليس للحكومة الإسبانية أية حقوق على جزيرة البحرين».
كان رفض الشاه أمرًا طبيعيًا، لأنه كان يخطط للقضاء على الإسبان والبرتغاليين معًا في هرمز. وعلى كل حال فإن سقوط البحرين بيد الفرس أوجد انهيارًا جديدًا في معنويا الحاميات البرتغالية في الخليج، وخاصة في هرمز التي تتوقع هجومًا فارسيًا في أية لحظة، كما أنه دفع بالقيادة البرتغالية بالتفكير في جعل مسقط مقرًا عامًا لها في الخليج في حال سقوط هرمز.